# جيون إلكترونيك
جيون إلكترونيك(بالفرنسية:Géant Electronics) هي شركة جزائرية خاصة تابعة لمجموعة مباركية متخصصة في الصناعات الإلكترونية، يقع مقرها في ولاية برج بوعريريج بالجزائر.

## تاريخ
- بعد وفاة الاب 1992 شرع الإخوة مباركية في التجارة بالآلات الإلكترومنزلية بالإستيراد والتركيب
- 1998 تأسست شركة مباركيو إلكترونيك
- 2005 تأسيس شركة محدود لشخص واحد للإلكترونيات تحت اسم لطفي إلكترونيك ويديرها لطفي مباركية بدل الشركة القديمة
- 2007 تغيير وضع الشركة لمحدودة بالأسهم وإطلاق علامة "جيون إلكترونيك"
- 2011 تحتل الشركة سمعة جيدة في مجال الصناعة الكهرومنزلية وخصوصا نجاحها في المستقبلات الفضائية [1]

## منتجات الشركة
- دي في دي بلاير
- صمامات التلفزيون
- السينما المنزلية
- مبردات الماء للأرضية
- ستيريو
- اجهزة الاستقبال الفضائية
- أفران المايكروويف (بالموجات الدقيقة)
- الغاز والطباخات
- التلفزيون lcd-led
- أجهزة التلفاز البلازمية
- الثلاجات المنزلية

## وصلة خارجية
- الموقع الرسمي لجيون إلكترونيك
- وزارة الصناعة والمناجم الجزائرية
- وزارة التجارة الجزائرية
- وزارة العمل والتشغيل والضمان الاجتماعي